# 勇ましいちびの仕立て屋
『勇ましいちびの仕立て屋』（いさましいちびのしたてや、ドイツ語: Das tapfere Schneiderlein、KHM 20）は 『グリム童話』 に収録されている物語。

## 概要
ヨーロッパ圏では「仕立屋七人で男の一人前」という句があり、本来女性の仕事である裁縫を生業にする仕立て屋は、弱い男のなる職業というイメージがあった。しかしこの童話の主人公であるちびの仕立屋は、知恵と勇気で様々な困難を乗り越え、最終的に王様になる。1812年に妹のシャルロッテ・アマーリエ・グリム（1793-1833）によって書かれたものが最初とされる。その後、マルティン・モンターヌスなどの複数の話と合成がなされ、1819年に現在の形となった。別題名は、「ひとうちななつ」、「ひとうちななひき」と呼ぶ事もある。

## あらすじ
屋根裏に暮らすちびの仕立て屋がある日、ジャムパン（女から買ったジャムをぬったパン）に群がるハエを布でたたくと7匹殺せた。仕立て屋は「これはすごい。世界に俺ほどの男がいることを見せてやろう」と言い、「一撃七殺」と大書した帯を作り、町に出ていった。そして出会った巨人を追い払うことに成功し、宮殿に召抱えられる。王さまから森の巨人退治や一角獣退治などを命じられた仕立て屋は、知恵で課題をことごとく実現させ、王さまに見こまれて王女さまと結婚し、王国を引き継いで、国王になった。